# Abdullah Ensour

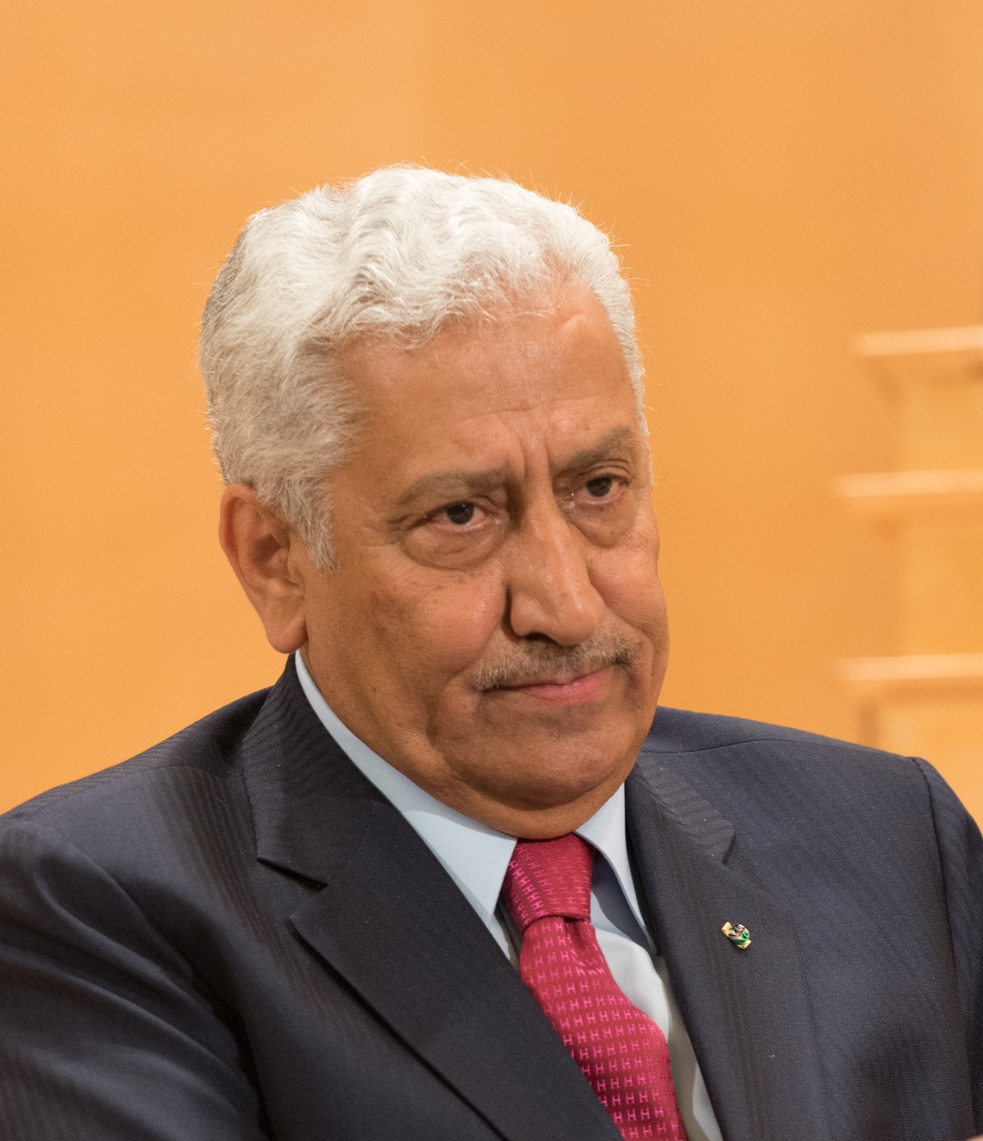
Abdullah Ensour

Abdullah Ensour (arabisch عبد الله النسور, DMG ʿAbd Allāh an-Nusūr; * 20. Januar 1939 in Salt) ist ein jordanischer Politiker.

## Leben
Ensour studierte an der Universität von Paris und an der Amerikanischen Universität Beirut. 1989 wurde er Mitglied der Abgeordnetenversammlung von Jordanien. Vom 11. Oktober 2012 bis zum 29. Mai 2016 war Ensour als Nachfolger von Fayez al-Tarawneh Premierminister von Jordanien unter König Abdullah II.